# 赵吉光
赵吉光（1954年10月—），吉林德惠人，汉族，中华人民共和国政治人物，第十一届全国政协委员、第十二届全国政协委员。
加入中国农工民主党，担任农工党中央常委、吉林省委主委、吉林省政协副主席、吉林大学校长助理。2008年，当选第十一届全国政协委员，代表中国农工民主党，分入第十组。